# 李湛 (趙國公)
李湛（7世纪—710年代），字興宗，唐朝瀛州饒陽縣（今河北饒陽）人，李義府之子，曾參與神龍革命，推翻武則天，迎立唐中宗，後封趙國公。

## 簡介
年方六歲，以父親的關係，授周王府文學官。乾封元年（666年），父亲李义府死于流放的巂州。上元元年（674年），大赦，李义府的妻儿才得以回到洛阳，李湛是否在其中不详。武周如意元年（692年），已经称帝的武则天以李义府等六人曾经拥立她为皇后，追赠六人官职。长安元年（701年），左千牛卫将军李湛又因李义府之子的身份获赐实封三百户。神龍（705年—707年）初年，累遷散騎常侍，封河間郡公。
宰相張柬之打算發動兵變，殺張易之，以李湛為左羽林將軍。李湛曾與敬仲曄兩人，向唐中宗陳述兵變的必要，中宗同意了。神龍革命時，唐中宗反悔，李湛強迫中宗入宮。
在宮中，武則天對李湛說：「你也是政變中的將領麼？我對你跟你父親都不薄，你怎麼會造反？」唐中宗復辟後，封李湛為右羽林大將軍、趙國公，加实封通前满五百户。复授左散骑常侍，武三思讨厌他，贬为果州刺史，历任洺州刺史、绛州刺史，累转為左領軍衛大將軍。開元初卒，赠幽州都督。

## 延伸阅读
[在维基数据编辑]
 《新唐書·卷110》，出自《新唐書》